# Roman Sergejewitsch Scharonow
Roman Sergejewitsch Scharonow (russisch Роман Сергеевич Шаронов; * 8. September 1976 in Moskau, Sowjetunion) ist ein ehemaliger russischer Fußballspieler. Er wurde als Innen- oder rechter Außenverteidiger eingesetzt und war Kapitän von Rubin Kasan. Außerdem war er Mitglied der russischen Nationalmannschaft.

## Karriere

### Verein
Scharonows erster Profiverein war der FC Lokomotiv-2 Moskau, das Farmteam von Lokomotive Moskau. 1997 wechselte er zunächst nach China zum Shanghai Fubao FC, kehrte jedoch noch im selben Jahr nach Russland zurück. Dort spielte er für Metallurg Krasnojarsk in der 2. Division. Zwei Jahre später wechselte er zu Rubin Kasan in die 1. Division. Mit Rubin stieg er 2002 in die Premjer-Liga auf.
2005 wechselte er zu Terek Grosny. Mit dem Verein stieg er nach einer Saison in die 1. Division ab. In den folgenden zwei Jahren spielte Scharonow für Terek Grosny und Schinnik Jaroslawl in der zweiten Liga, ehe er zur Saison 2008 zu Rubin Kasan zurückkehrte. Mit Kasan gewann er 2008 und 2009 die russische Meisterschaft und kam ab 2009 auch in der UEFA Champions League sowie der UEFA Europa League zum Einsatz.

### Nationalmannschaft
Scharonow debütierte am 31. März 2004 in der russischen Nationalmannschaft, als er im Freundschaftsspiel gegen Bulgarien in der Halbzeitpause  eingewechselt wurde. Er bestritt 2004 noch sechs weitere Länderspiele, darunter die Spiele gegen Spanien und Griechenland bei der Europameisterschaft 2004. 
Nach gut sieben Jahren ohne Länderspieleinsatz wurde Scharonow 2012 in den Kader zur Europameisterschaft 2012 berufen. Sein Konkurrent Wassili Beresuzki stand wegen einer Verletzung nicht zur Verfügung. Hinter Alexei Beresuzki und Sergei Ignaschewitsch ist Scharonow jedoch nur als Ersatzspieler eingeplant. Im Vorfeld der Europameisterschaft kam er im Testspiel gegen Uruguay am 25. Mai 2012 zu seinem achten Länderspieleinsatz.

## Trainer
Im Jahr 2019 wurde Scharonow Interimstrainer bei Rubin Kasan.

## Privates
Roman Scharonow ist in zweiter Ehe mit der Fernsehmoderatorin Nadeschda Schejn verheiratet. Mit ihr hat er drei Kinder: Marusja (* 2005), Wassilissa (* 2010) und Lew (* 2011). Außerdem hat Scharonow eine Tochter namens Anastasia (* 1998), die aus seiner ersten Ehe stammt.